# -Zan-
"-Zan-"残 (в оригіналі) — сингл (-ZAN-) гурту Dir En Grey, який вийшов у реліз 20 січня 1999 року, одночасно разом з "Akuro no Oka" та "Yurameki", і є третім синглом зі студійного дебютного альбому гурту, Gauze. Отримав номер 6 на музичному топ-чарті Oricon у Японії.
-Zan- також з'явився як перезаписаний b-side-варіант під назвою  "Hageshisa to, Kono Mune no Naka de Karamitsuita Shakunetsu no Yami" у 8 студійному альбому групи, Dum Spiro Spero.

## Музичне відео
Музичне відео вийшло для синглу, на початку 1999 року. Відео перемикається між грою групи, які виступають на платформі і вставками похмурих картин, в тому числі кількох кадрів голови вокаліста Кьо на пластині, розташованої на святині.

## Переписана версія
Перезаписана версія "-Zan-" з'явився як бі-пліч у синглі "Hageshisa to, Kono Mune no Naka de Karamitsuita Shakunetsu no Yami". У новій версії звучання агресивніше, і швидший дез-метал стиль. Музичний відеокліп на пісню вийшов 4 серпня 2011 року і є майже співзвучним до звучання римейку оригіналу.

## Треклист
Автор слів Kyo. 
| #  | Назва                                                                                                   | Автор музики | Тривалість |
| -- | --- | ------------ | ---------- |
| 1. | «-Zan-» (яп. 残)                                                                                        | Kaoru        | 5:04       |
| 2. | «Yurameki S.N.Y. Mix» (ゆらめき (яп.) ("S.N.Y. Mix"), ремікси Gary Adante, Rob Arbittier, Eddie DeLena) | Shinya       | 7:34       |

## Персоналії
- Dir En Grey
  - Kyo – вокал, лірика
  - Kaoru – гітара, композитор
  - Die – гітара
  - Toshiya – бас-гітара
  - Shinya – барабани, композитор
- Yoshiki Hayashi – продюсер
- Bill Kennedy - аудіо-міксинг
- Steven Marcussen – мастеринг
- Гарі Адант, Роб Арбіттіер та Едді Делена (Noisy Neighbors Productions) – реміксинг